# واکنی (کانزاس)
واکنی (به انگلیسی: WaKeeney) شهری در ایالت کانزاس کشور ایالات متحده آمریکا است که جمعیت آن در سرشماری سال ۲۰۱۰ میلادی، ۱٬۸۶۲ نفر بوده‌است.